# Dert
Dert je debitantski studijski album bosanskohercegovačkog sevdah sastava Divanhana. Objavljen je u svibnju 2011. godine. Neki od najpoznatijih skladbi s albuma su "Zaplakala Šećer Djula", "Razbolje se Sultan Sulejman" i "Mostarski dućani". “Dert” je snimljen u veljači 2011. godine u studiju Fattoria Musica u Osnabrucku u suradnji s interpretatorom tradicionalne glazbe Vanjom Muhovićem. Album je producirao Walter Quintus, jedan od najpriznatijih europskih world music producenata.

## Popis pjesama
| 1.    | »Zaplakala Šećer Đula«          | 5:18 |
| 2.    | »Oj, golube, moj golube«        | 5:55 |
| 3.    | »Jovano, Jovanke«               | 5:34 |
| 4.    | »Gajtano, pile šareno«          | 5:04 |
| 5.    | »Đelem, đelem«                  | 8:57 |
| 6.    | »Kradem ti se u večeri«         | 7:27 |
| 7.    | »Koliko je širom svijeta«       | 4:53 |
| 8.    | »Razbolje se sultan Sulejmane«  | 4:30 |
| 9.    | »Lijepi li su mostarski dućani« | 5:38 |
| 10.   | »Omer – beže na kuli sjeđaše«   | 6:23 |
| 11.   | »Ali – paša na Hercegovini«     |      |
| 73:17 |                                 |      |

## Vanjske poveznice
- Službena web stranica Divanhane